# Estefaniense
El Estefaniense es la subserie cronoestratigráfica superior del Carbonífero, según la división regional utilizada en la Europa occidental. Habría comenzado hace 306,5 millones de años, siendo su final el del Carbonífero (299±0,5 millones de años), según la Comisión Internacional de Estratigrafía (ICS).

## Definición
Fue definido, junto con el Westfaliense, por el geólogo Ernest Munier-Chalmas y el paleontólogo Albert-Félix de Lapparent, franceses, en 1893. Para ello se basaron en el estudio sobre la flora carbonífera del departamento de Loira y del centro de Francia publicada en 1877 por el ingeniero francés 
Francois-Cyrille Grand'Eury. El nombre de Estefaniense fue dado por el geólogo suizo Karl Mayer-Eymar a finales del siglo XIX (1881-1884) y procede de la localidad francesa de Saint-Etienne (cuyo nombre deriva del latín Stephanus).

## Clasificación
Dentro de la división regional utilizada en la Europa occidental, el Estefaniense es el subsistema superior del sistema Carbonífero. En consecuencia, su final se correspondería con el del Carbonífero, hace 299±0,5 millones de años. Dentro de esta clasificación europea, el subsistema inmediatamente inferior sería el Westfaliense, que habría terminado hace 306,5 millones de años. Esto dos pisos, junto con el Namuriense, formarían la serie Silesiense.
Dentro de la clasificación internacional de la Comisión Internacional de Estratigrafía (ICS), el Estefaniense está incluido dentro del subsistema Pensilvánico.

## División
Se divide en cuatro, de menor antigüedad a mayor:
- Estefaniense C
- Esfefaniense B
- Estefaniense A o Barrueliense
- Cantabriense

Bertrand y otros dividieron el terreno hullero superior de Grand'Eury en inferior, medio y superior, de acuerdo a la sucesión presente en la cuenca hullera de Saint-Étienne. Se correspondían con las assises (formaciones) de Rive-de-Gier, Saint-Étienne y Avaize. Posteriormente, en 1950, Jongmans y Pruvonts les asignaron las denominaciones A, B y C, respectivamente. Estas fueron aprobadas en el III Congreso de Estratigrafía y Geología Carboníferas celebrado en Heerlen (Países Bajos), en 1951.
El estudio de la zona cantábrica, norte de España, de la transición Westfaliense-Estefaniense, inexistente en Saint-Étienne, condujo a la inclusión de una subdivisión denominada Cantabriense entre el Westfaliense D y el Estefaniense A, por parte de Wagner, en 1966.
En 1977, Bouroz y Davinger propusieron la inclusión de un Estefaniense D, que incluiría la parte superior del C y la inferior de Autuniense. Sin embargo, esta subdivisión no ha sido aceptada por la Subcomisión de Estratigrafía del Carbonífero (SCCS, por sus siglas en inglés) de la Unión Internacional de Ciencias Geológicas (IUGS).
Wagner, en 1985, propuso la denominación de Barrueliense para el Estefaniense A, con estratotipo en la cuenca de Barruelo, en Palencia (España).